# Crash Bandicoot 3: Warped
Crash Bandicoot 3: Warped, känt som Crash Bandicoot: Warped i Nordamerika, är ett plattformsspel till tv-spelskonsolen PlayStation och skapat samt utvecklat av Naughty Dog. Det fick ett bra mottagande både av allmänheten och kritikerna då det såldes i fler än 3 miljoner exemplar över hela världen. Enligt Metacritic fick det ett genomsnittligt betyg på 91 procent. Spelet är uppföljaren till 1997 års Crash Bandicoot 2: Cortex Strikes Back och var det sista plattformsspelet i Crash Bandicootserien utvecklat av Naughty Dog. Därefter påbörjade de arbetet med Crash Team Racing.
I Crash Bandicoot 3: Warped handlar det om att hjälpa Crash och Coco Bandicoot att samla kristaller. Dessa föremål befinner sig på olika platser i tidsrymden och hjältarna måste hinna få tag i dem innan deras fiender gör det.

## Spelupplevelse
De huvudsakliga spelsätten i Warped består, precis som i de tidigare spelen i Crash Bandicootserien, av två varianter. Dels ett centralrum (vilket förekom i tvåan) och dels banorna (som fanns med i ettan). I detta spel kallas centralrummet för the Time Twister (tidsförvrängaren) och är uppdelad i fem områden. Varje område innehåller fem banor och en bosskamp. I början är enbart ett område tillgängligt i centralrummet, men ju fler banor som blir avklarade, desto fler banor blir tillgängliga. De banor Crash medverkar i liknar till stor del dem i föregående spel. Miljöerna är något annorlunda, men deras uppbyggnad är densamma. Spelaren kan inte gå någon annanstans än längs den utstakade vägen. Det har dock tillkommit några nya element, bland annat vattenskidåkning, åka en motorcykel och rida på en tiger. En annan ny finess är att Crash kan skaffa sig nya förmågor genom att besegra en boss. Några av de här förmågorna är bland annat att kunna springa snabbare, en längre snurrattack och ett raketgevär. När Warped kom ut var PlayStations kontroll, DualShock, alldeles ny och det tog spelet fasta på då Warped använde sig väldigt flitigt av dess vibrationseffekter. 
Spelet innehåller sammanlagt 30 banor bortsett från bossarna och två särskilda banor med olika ingångar. Det finns en hemlig bana vid namn Hot Coco vilken innehåller en kvarleva samt en ädelsten. Spelaren kan endast få tag i den via banan Road Crash. Eggipus Rex innehåller även den en kvarleva och en ädelsten och finns tillgänglig via banan Dino Might!. Inte någon av dessa krävs för att få 100 procent men samlar spelaren ihop alla ädelstenar och kvarlevor går det att komma upp i 104 procent. För 105 procent är spelaren tvungen att även skaffa alla guld- eller platinakvarlevor. På så sätt kan Crash, i tidsförvrängaren, få en extra ädelsten av Coco.
Om bossbanorna utesluts, innehåller varje bana en kristall, en kvarleva och en eller två ädelstenar. De hemliga banorna har inga kristaller. För att kunna vinna spelet är det nödvändigt att skaffa sig alla 25 kristaller. Kristaller är lätta att hitta då de oftast finns i slutet av varje bana. Det finns 30 kvarlevor i spelet och de utdelas när de olika tidsförsöken blir avklarade (se nedanför). Spelaren tilldelas ädelstenar då alla lådor på varje bana har tillintetgjorts. Vissa banor innehåller färgade ädelstenar och dessa får spelaren när ett hemligt område på en bana avklaras. Det finns en handfull banor med ädelstenar och dessa kan fås genom att exempelvis vinna ett lopp. För att klara spelet med 100 procent måste spelaren få tag i alla ädelstenar, totalt 45 stycken.

### Tidsförsök
Warped erbjuder en finess kallad Time Trial (tidsförsök). Det går ut på att en bana måste bli avklarad på så kort tid som möjligt. Som en hjälpande hand finns det lådor utlagda på banorna vilka kan stoppa tiden i en, två eller tre sekunder. Om spelaren klarar av att slå den angivna tiden, belönas denne med en safir- eller guldkvarleva. Dessutom finns det platinakvarlevor, och utvecklartider satta av Naughty Dog- och SCEA-testare. Det går att få en platinumkvarleva innan spelet är avklarat med 100 procent, men med 100 procent kommer endast tiderna att visas i banans informationsruta. Den sista slutstriden mot Dr. Cortex aktiveras när Warped har blivit avklarat med 105 procent. Att samla ihop alla guldkvarlevor gör bara att skärmen visar fyrverkerier och inte 105 procent.
Kvarlevor låser upp hemliga banor som kan nås via ett Secret Warp Room. Det krävs fem samlade kvarlevor för att låsa upp en hemlig bana. När den första banan låses upp, blir the Secret Warp Room tillgängligt. När spelaren väl har skaffat sig alla 25 kvarlevor och låst upp den sista hemliga banan kommer inga fler hemliga banor att låsas upp. Detta oavsett hur många ytterligare kvarlevor spelaren belönas med.

## Kortfattad översikt över handlingen
Det mesta av spelet utspelar sig i Nefarious Tropys tidsförvrängarmaskin. Den använder Crash och Coco talrika gånger för att resa genom tiden. Tidsförvrängaren består av två centralrum (ett underjordiskt). Det första centralrummet innehåller fem kammare och varje kammare innehåller sex portaler. Varje portal leder till en annan tidsperiod. Tidsperioderna är följande:
- Medeltiden
- Förhistorisk tid
- Asien
- Antika Egypten
- Framtiden

Crash Bandicoot 3 utgår från den punkt där tvåan slutade. Spelet visar hur Doctor Nitrus Brio använder Crashs alla insamlade ädelstenar och en laserstråle till att spränga Doctor Neo Cortex rymdstation i luften. Konsekvensen blir att spillror av den faller ned mot Jorden och störtar in ett antikt monument. När röken har skingrat sig ses en ond varelse flyga bort i natten.
Tillbaka på Crashs boplats N. Sanityön hörs ett ondskefullt skratt. Då något oerhört farligt har anlänt, uppmanar Aku Aku alla att gå in.
Berättelsen fortsätter med att Doctor Neo Cortex syns befinna sig på en, vid detta tillfälle, okänd ort och samtalar med den ondskefulla varelsen (nu känd som Uka Uka). Det verkar som om han har räddat livet på Cortex och nu är upprörd över att Cortex har svikit honom två gånger. Cortex insisterar på att allt är Crash Bandicoots fel. Eftersom det inte finns någon annan kraftkälla på planeten börjar Uka Ukas tålamod tryta. Han väljer att spara Cortex liv på grund av att Cortex befriade honom. Efter det introducerar Uka Uka Doctor Nefarious Tropy, tidsmästare och skaparen av tidsförvrängaren. Skurkarna planerar att med hjälp av denna mackapär samla alla superkristaller på deras ursprungliga platser i tiden.
Aku Aku är hemma hos Crash och berättar för familjen Bandicoot om sin ondskefulle tvillingbror, Uka Uka. För att skydda världen från Uka Ukas fientlighet, spärrade han in honom i ett underjordiskt fängelse. Nu när han har blivit utsläppt måste han stoppas till varje pris. Detta får Crash och hans vänner att bege sig till tidsförvrängaren och där börjar deras äventyr.
Småningom besegrar Crash och Coco N. Tropy och samlar in alla kristaller och ädelstenar. När detta är gjort utkämpar Crash slaget mot Doctor Cortex i kärnan av tidsförvrängaren. Efter det att Cortex har förlorat imploderar tidsförvrängaren (med anledning av N. Tropys förlust) och tar med sig Cortex, Tropy och Uka Uka i fallet. Crash och de andra flyr precis i tid för snösäsongen. Medan eftertexterna rullar syns det att de tre skurkarna är fångade i ett tidsfängelse.

## Utveckling
Musiken är precis som i de förra spelen skapad av Mark Mothersbaugh och John Mancell.
När Warped släpptes i Japan innehöll det ett flertal extra saker som inte fanns i varken den amerikanska eller europeiska utgåvan. Några av de extra sakerna bestod av datorgenerade videosekvenser vilka fokuserade på någon av spelets figurer. De figurer det rörde sig om var: Aku Aku, Crash Bandicoot, Coco Bandicoot och Doctor Neo Cortex. När spelet avklarades presenterades en avslutande videosekvens om Crash Bandicoots ursprung.

## Spelets mottagande
| Mottagande                    | Mottagande    |
| Samlingsbetyg                 | Samlingsbetyg |
| Tjänst                        | Betyg         |
| ----------------------------- | ------------- |
| Gamerankings                  | 89.07 %       |
| Metacritic                    | 91/100        |
| Recensionsbetyg               |               |
| Publikation                   | Betyg         |
| Electronic Gaming Monthly     | 8 av 10       |
| Gamepro                       | 5 av 5        |
| Gamespot                      | 8.9 av 10     |
| IGN                           | 9.1 av 10     |
| Play Magazine                 | 90 av 100     |
| PSM                           | 4.5 av 5      |
| All Game Guide                | 4.5 av 5      |
| Official PlayStation Magazine | 5 av 5        |

Crash Bandicoot 3: Warped hyllades av kritikerna. Spelkritiker som till exempel IGN gav det 9.1 av 10 i betyg. och GameSpot belönade det med 8.9 av 10. GameSpot förklarade att spelet "överlägset var det bästa Crashspelet hittills" och att "fans av plattformsspel måste ha detta".

### Officiell
- (engelska) Officiell webbplats

### Recensioner
- (engelska) Crash Bandicoot 3: Warped på Gamespot
- (engelska) Crash Bandicoot 3: Warped på IGN